# ARN interferent mic
ARN interferent mic sau siARN ( din engleza Small interfering RNA) este un ARN bicatenar de mici dimensiuni, natural sau artificial, capabil să neutralizeze o genă. Un astfel de ARN, care constă din 21-25 de nucleotide, se poate fixa pe o secvență complementară a unui ARNm (ARN mesager), interferând prin urmare cu expresia genei corespunzătoare. ARN interferenți artificiali pot fi folosiți ca tratament împotriva virusurilor sau împotriva genelor canceroase. Ei par a fi mai eficace decât ARN antisens.